# Psychoda motoharui
Psychoda motoharui är en tvåvingeart som beskrevs av Tokunaga och Komyo 1955. Psychoda motoharui ingår i släktet Psychoda och familjen fjärilsmyggor. Inga underarter finns listade i Catalogue of Life.